# Jądro odrzutu
Jądro odrzutu – jądro atomowe, powstające w wyniku rozpadu promieniotwórczego. Jądro to w wyniku odrzutu uzyskuje pęd o takiej samej wartości co wyemitowana cząstka lecz przeciwnym zwrocie. Zjawisko to ma znaczenie głównie w przypadku rozpadów alfa ze względu na znaczącą masę cząstki α (w porównaniu z masą elektronu powstającego w rozpadzie β).
Odrzut jądra wywołuje poszerzenie linii spektralnych emitowanego po rozpadzie promieniowania gamma. Jądra odrzutu są wykorzystywane do badania jąder wzbudzonych.